# Вентс Фелдманіс
Вентс Фелдманіс (латис. Vents Feldmanis; 7 березня 1977, м. Юрмала, Латвія) — латвійський хокеїст, захисник.  
Виступав за команди «Юніорс» (Рига), ХК «Ессаміка» (Огре), «Металургс» (Лієпая), «Металург» (Новокузнецьк), «Німан» (Гродно).
У складі національної збірної Латвії учасник чемпіонату світу 2003. У складі молодіжної збірної Латвії учасник чемпіонату світу 1997 (група B). У складі юніорської збірної Латвії учасник чемпіонатів світу 1994 (група C) і 1995 (група C1).